# Caprettia
Caprettia — рід грибів родини Monoblastiaceae. Назва вперше опублікована 1965 року.

## Класифікація
До роду Caprettia відносять 8 видів:
- Caprettia amazonensis
- Caprettia confusa
- Caprettia goderei
- Caprettia neotropica
- Caprettia nyssaegenoides
- Caprettia ornata
- Caprettia setifera
- Caprettia tanzanica